# إخلاء طبي

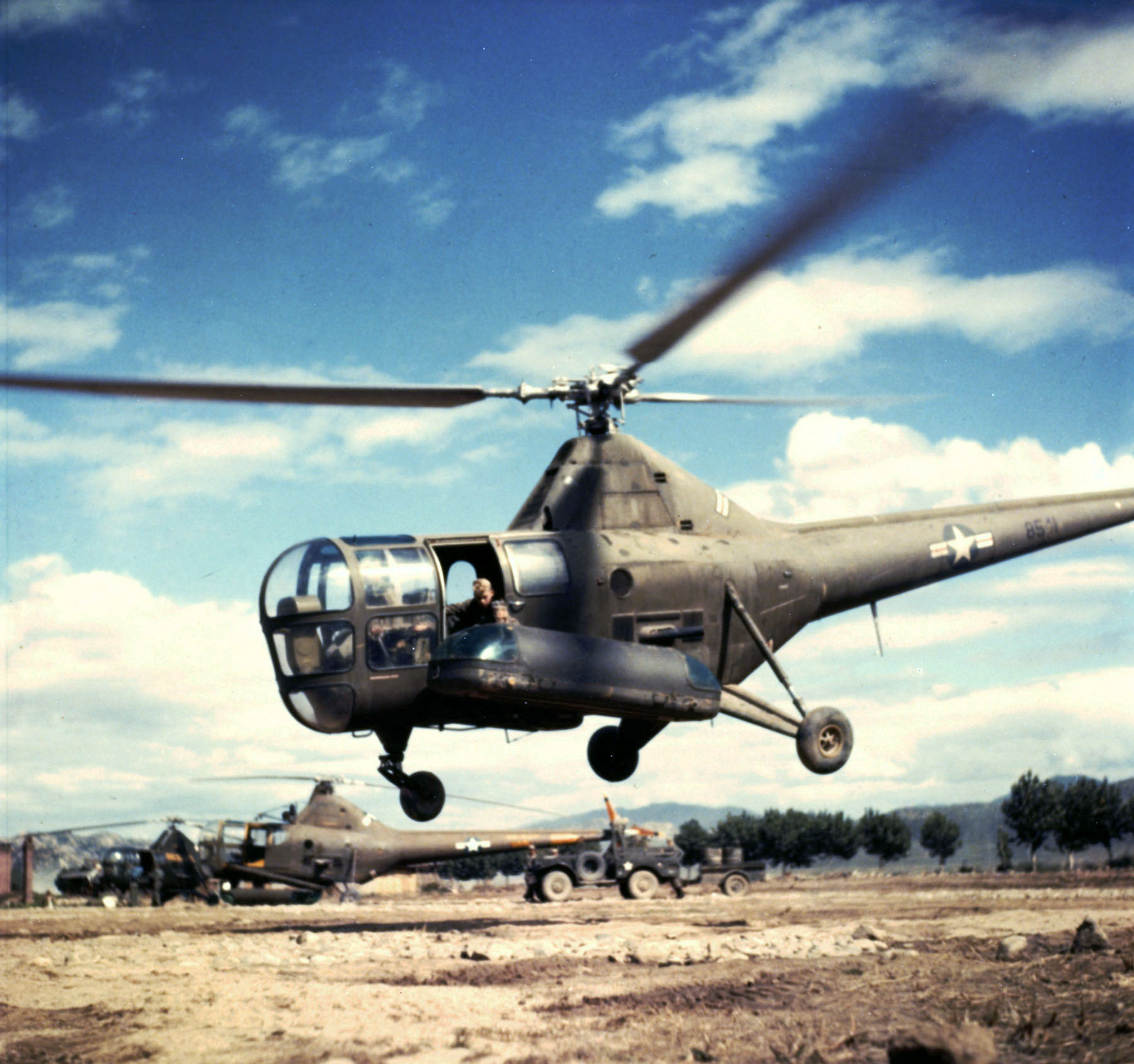
مروحية من نوع سيكورسكي آر-5تابعة للقوات الجوية الأمريكية تجلي مصابين خلال الحرب الكورية

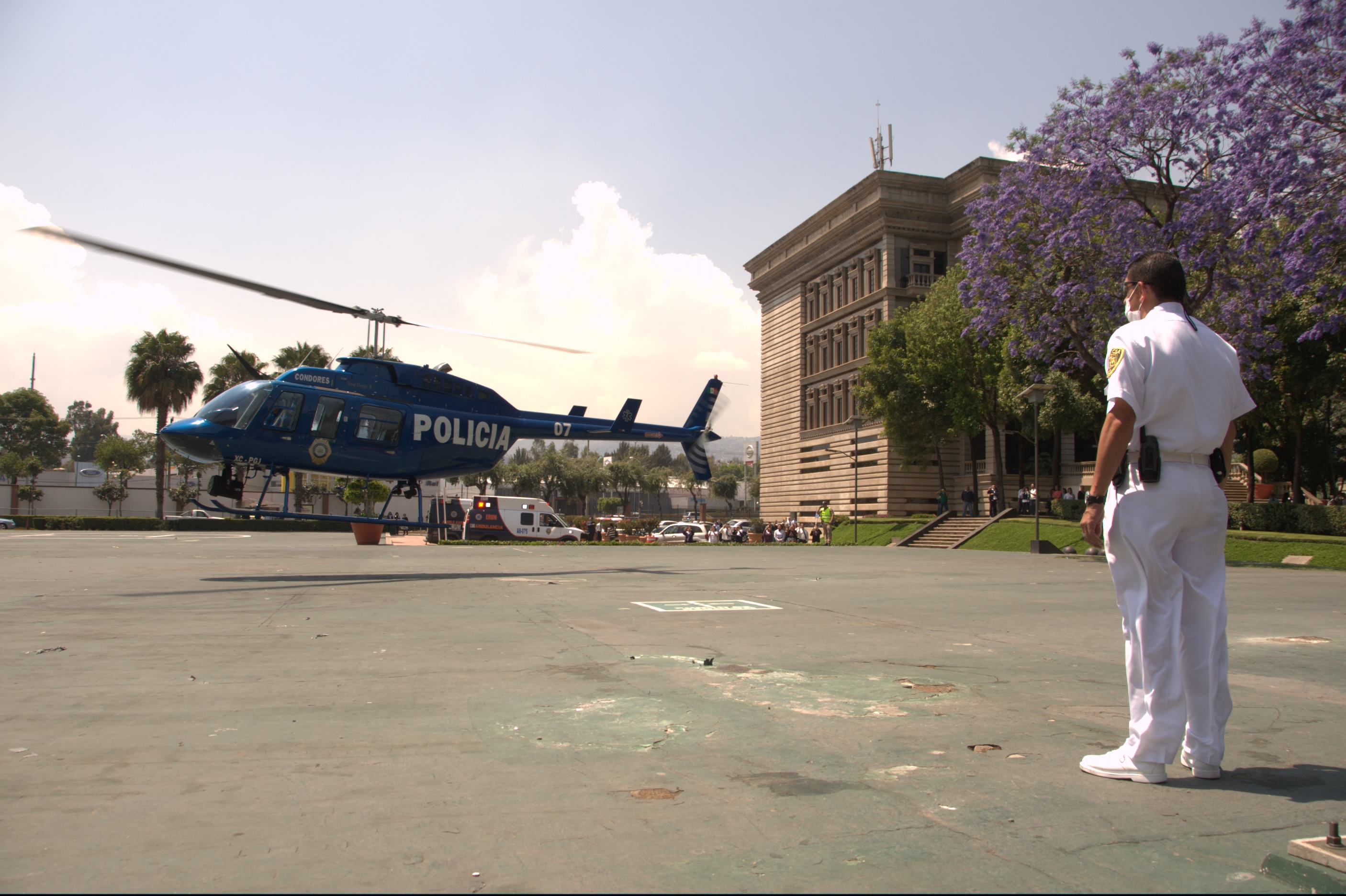
محاكاة لعملية إخلاء طبي نفذت في معهد مونتيري للتكنولوجيا والتعليم العالي، مكسيكو سيتي.

الإخلاء الطبي أو الأجلاء الطبي (بالإنجليزية: Medical evacuation)، هو التحرك في الوقت المناسب وبكفاءة عالية لتنفيذ عملية نقل جوي أو بري بوسائل سريعة وفعّاله، لنقل الأشخاص الجرحى من ساحة المعركة، أو المُصابين من مسرح الحادث، أو لمرضى المستشفيات الريفية، والتي تتطلب حالتهم رعاية طبية عاجلة في منشأة مجهزة بشكل أفضل، وذلك باستخدام سيارات مجهزة طبياً (سيارة إسعاف) أو طائرات إسعاف جوي.
كما يُستخدم المصطلح عادة للتعبير عن جميع الوسائل المستخدمة في الحالات الطارئة لنقل الجرحى أوالمصابين، والمجهزة بكافة المعدات الطبية اللازمة كالطائرات المروحية وسيارات الإسعاف، والتي تسمح بالنقل السريع للاشخاص ذوي الاصابات البالغة من مكان الإصابة لأقرب مستشفى. كما تُستخدم طائرات الإخلاء الخاصة لعمليات النقل الجوي للاشخاص ذوي الاصابات الحرجة وخاصةً من المناطق التي تفتقر للخدمات الطبيّة المتخصصة .